# Cesare Cabras
Cesare Cabras (Monserrato, 13 novembre 1886 – Cagliari, 13 novembre 1968) è stato un pittore italiano.

## Biografia
Cesare Cabras nasce a Monserrato il 13 novembre 1886 da una famiglia della piccola borghesia rurale dedita alla coltivazione dei terreni di proprietà, vigneti, mandorleti, campi di grano.
Durante la sua gioventù si occupò con la famiglia della cura dei campi, conosce quindi bene la vita in campagna per averla vissuta direttamente, nella mente memorizza ogni gesto o attimo della mietitura che un giorno poi riporterà sulla tela nelle sue opere.
Nel 1905 a 19 anni entrò come apprendista nella bottega dell'artigiano Giuseppe Conci, famoso decoratore stile liberty, al servizio dell'alta borghesia cagliaritana.
Nel 1907 a 21 anni su suggerimento di Conci, il padre acconsente a far studiare Cesare Cabras all'Accademia di belle arti di Roma dove si diploma nel 1912 a 26 anni.
Durante i suoi studi e la sua permanenza a Roma, Cesare Cabras ha la grande opportunità di potersi confrontare con molti altri artisti e subisce l'influenza soprattutto di un'arte verista. Nelle sue opere sono infatti ben riconoscibili i fondamenti estetici del verismo, movimento pittorico dell'Ottocento italiano, che si sviluppò appunto attraverso lo studio della realtà e l'osservazione analitica del vero.
A questi anni, risalgono le sue prime opere di rilievo come “Il Ritratto di vecchio – Ziu Serapiu”, “La visita dell'eremitano” e “Il Compianto del Giovedì Santo sul crocifisso a Soleminis”.
Nel 1913 entrò nello studio del pittore genovese Pietro Gaudenzi, nel contempo frequenta la scuola serale di nudo dell'Accademia inglese. Il maestro è un artista di successo Genovese, con uno studio avviato che riceve molte commissioni.
Il sodalizio con Gaudenzi continuerà anche dopo la guerra a Milano negli anni dal 20 al 23, quando Cabras ha ormai raggiunto la sua maturità artistica.
Nel 1915 con l'entrata in guerra dell'Italia, Cesare Cabras torna a casa per curare l'azienda di famiglia. I suoi fratelli sono richiamati alle armi e occorre aiuto per il lavoro nei campi, egli infatti, a causa di una menomazione congenita, era stato esonerato dal servizio militare.
Dal 1922 al termine della guerra, Cabras si stabilisce a Teulada per otto anni (1922-1930 sino a 44 anni), un paese del basso Sulcis, adagiato sul fondovalle tra montagne e vallate incolte e disabitate che costeggiano il mare. Per gli artisti Sardi, il paese è guardato come un mito divergente dalla realtà sociale dove si conservano ancora le tradizioni, dove si celebrano le liturgie arcaiche e pagane, dove trascorre l'edificante vita campestre, fatta di semplicità, di purezza e moralità esemplari.
Il paese di Teulada, oasi di pace con i suoi paesaggi e le sue tradizioni, divenne il luogo di sua ispirazione e fu ritratto dall'artista con delicati tonalismi di tradizione ottocentesca, è proprio qui a Teulada che il pittore incomincia a raccontare il mondo delle aie… tra i suoi dipinti realizzati in quegli anni si ricordano anche “Conversari”, “Abbeverata”, “Donne che lavano al torrente” tutti del 1921, “Pastorale” del 1926.
Oltre i paesaggi dolci e crudi, nel paese di Teulada Cesare Cabras trova anche le fisionomie, i personaggi caratteristici dei paesini dell'entroterra, che continuano a vivere grazie ai ritratti straordinariamente intensi che realizzò in quegli anni, come nel dipinto “Tre oranti” del 1928 dove è ammirabile l'espressività dei lineamenti dei personaggi.
Questi anni tra la fine degli anni venti e i tardi anni trenta rappresentarono il periodo più felice per Cabras, sia per la creatività espressa che per i riconoscimenti ottenuti, viaggiando per tutta l'Italia partecipando alle maggiori esposizioni del periodo.
È presente alla XVIII e XX Biennale di Venezia, alle Quadriennali di Roma, alla Mostra d'Arte Coloniale, alla Mostra d'Arte Italiana a Berlino, partecipando a numerose mostre collettive che probabilmente superano le 120 manifestazioni.
Nel 1931 riscosse grande successo quando espose “Gli Sposi” alla Prima Esposizione Quadriennale d'Arte Nazionale di Roma in compagnia di altri affermati artisti Sardi come Pietro Antoni Manca, Giuseppe Biasi, Giovanni Brancaccio, Filippo Figari.
L'epopea cabrasiana del frumento raggiunse l'apice nella Biennale veneziana del 1932 a 46 anni, quando l'artista fu invitato ad esporre quattordici tele con il tema della mietitura, una parete espositiva veramente vasta considerando che le personali erano, per mancanza di spazio, di solito poche e mortificate. Erano presenti, inoltre, quasi tutti gli italiani che sarebbero diventati famosi (Campigli, De Chirico, Sironi, De Pisis, e altri), e comunque l'esposizione di Cabras fu una vera consacrazione artistica, con grande appoggio della critica: nel Diario della Biennale di Venezia ad esempio, Raffaele Calzini nel sottolineare la tematica ruralistica ed antiurbana, scrive: “e chi volesse vedere come un artista possa chiudere in sinfonie di colori le voci della sua terra guardi “le Mietiture” di Cesare Cabras… abbandonato il folclorismo al quale si erano dedicati Biasi e Figari, questo pittore sardo illustra gli aspetti eterni quasi sacri della sua grande isola”.
La mietitura, le rappresentazioni dell'aia, divennero quindi il tema prediletto dall'artista, in linea con la tendenza all'esaltazione della ruralità che il governo del tempo, il fascismo, assecondava a sostegno dei programmi di produzione granicola autarchica che dovevano alleggerire la crisi agricola.
Un altro momento di grande successo di critica, Cabras lo raggiunge nell'esposizione alla Seconda Mostra Internazionale d'Arte Coloniale aperta a Napoli nel 1934, che gli portò l'invito dal commissario artistico, Michele Biancale, a recarsi in Libia insieme ad altri sette artisti.
Immerso nella realtà africana, dipinse paesaggi, rovine e personaggi tra cui le pitture “Lo studio di negro”, “Baia di Tobruk” e “Paesaggio Africano”, meritando gli elogi della critica: “Padrone assoluto della gran luce africana” scrivono i critici del tempo, “il bianco della luce è diventato trascendente e quasi materia di poesia” (A. Consiglio), e ancora “colpisce quella luce africana che è inconfondibilmente propria del continente e in pari tempo una specialità dell'Artista” (V. Gorresio).
Dopo la seconda guerra mondiale, l'Italia è invasa da varie correnti artistiche, tra tutte spiccano “Postcubismo” e “Picassismo”, le quali però non sono congeniali a Cabras, anzi egli si oppone severamente a esse e si colloca tra i pittori "realisti" in contrapposizione polemica con i pittori e i critici dell'astrattismo. Questa scelta lo allontana dall'arte che conta per i critici e gli espositori di questo periodo. Muore a Monserrato il 13 novembre 1968.